# Le Tigre de Malaisie (film, 1954)
Pour les articles homonymes, voir Le Tigre de Malaisie.
Pour plus de détails, voir Fiche technique et Distribution.
Le Tigre de Malaisie, également connu sous le titre Le Chasseur de tigres (titre italien : I misteri della giungla nera) est un film italo-américain réalisé par Gian Paolo Callegari et Ralph Murphy, sorti en 1954.
Le film connaît une suite sortie la même année : Le Mystère de la jungle noire (La vendetta dei Thugs).

## Synopsis
Un capitaine britannique, commandant un groupe de militaires installé en bordure de la jungle noire pour la surveiller, est capturé par les thugs puis emprisonné. Sa fille est libérée par l'un d'eux, tous deux s'éloignent du camp. Les autres militaires tentent de sauver leur supérieur.

## Fiche technique
- Titre français : Le Tigre de Malaisie ou Le Chasseur de tigres[1]
- Titre original : I misteri della giungla nera[2]
- Réalisation : Gian Paolo Callegari, Ralph Murphy
- Scénario : Piero De Bernardi et Gian Paolo Callegari d'après le roman d'Emilio Salgari
- Photographie : Massimo Dallamano et Alvaro Mancori (non crédité)
- Montage : Loris Bellero
- Musique : Giovanni Fusco et Georges Tzipine (non crédité)
- Décors : Almanno Lawle
- Costumes : Maus Strudthoff
- Producteur : Giorgio Venturini
- Societé de production : Venturini Film
- Pays de production :  Italie |  États-Unis
- Langue : Italien
- Genre : Film d'aventure
- Durée : 80 minutes (1 h 20)
- Dates de sortie :
  - Italie : 16 février 1954
  - France : 22 octobre 1954 (Paris)

## Distribution
- Lex Barker (VF : Jacques Beauchey) : Tremal-Naik
- Jane Maxwell (VF : Nelly Benedetti) : Ada McPherson
- Paul Müller (VF : Louis Arbessier) : Suyodhana
- Luigi Tosi (VF : Jean Violette) : le capitaine McPherson
- Franco Balducci (VF : Paul-Émile Deiber) : Kammamuri
- Enzo Fiermonte : le sergent Claridge
- Raf Pindi (VF : Michel Gudin) : le major Kennedy
- Carla Calò : Sulima
- Jack Rex : Aghur